# Vlnovník hrušňový

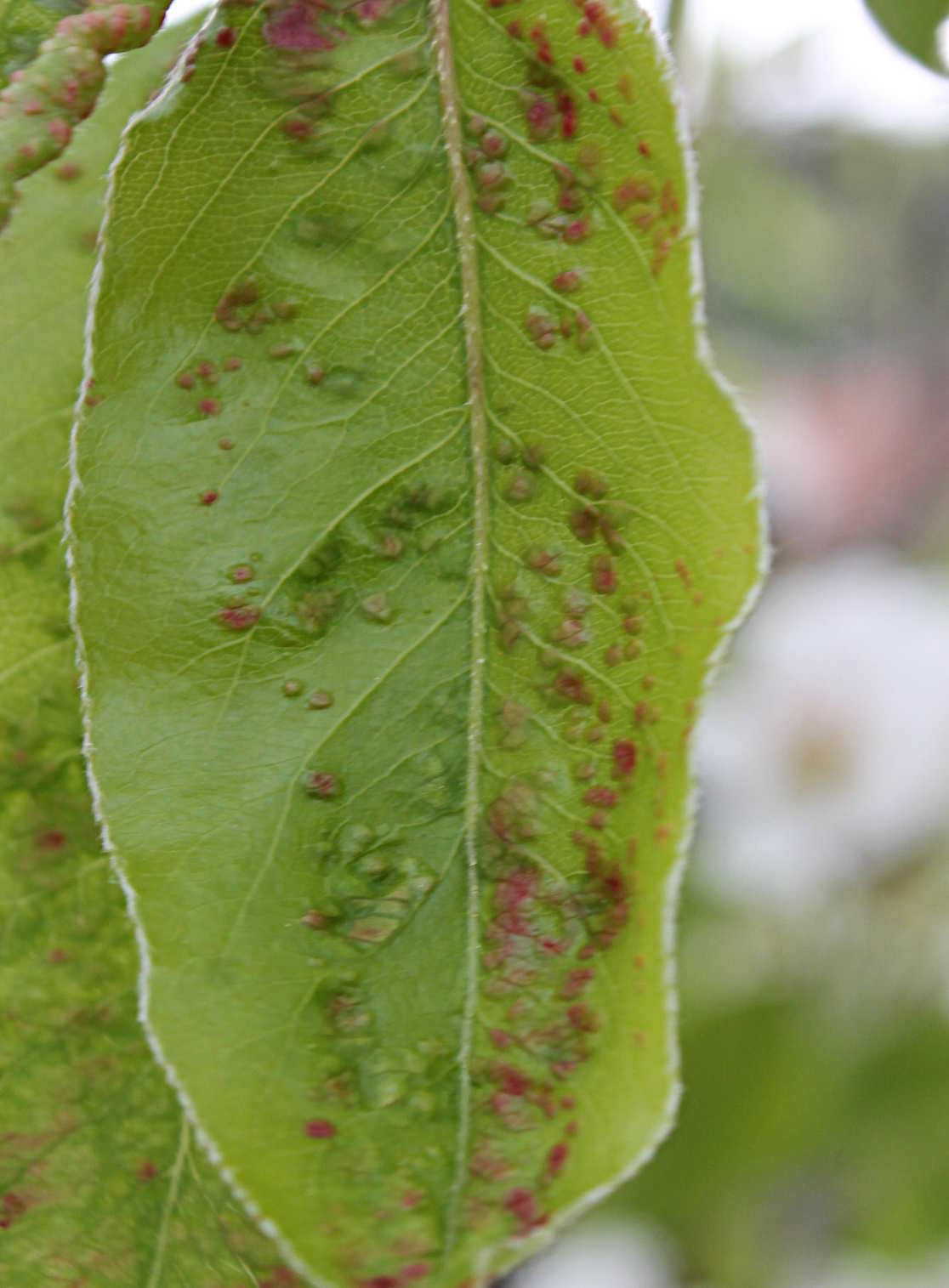
Projevy poškození vlnovníkem na listech hrušně.

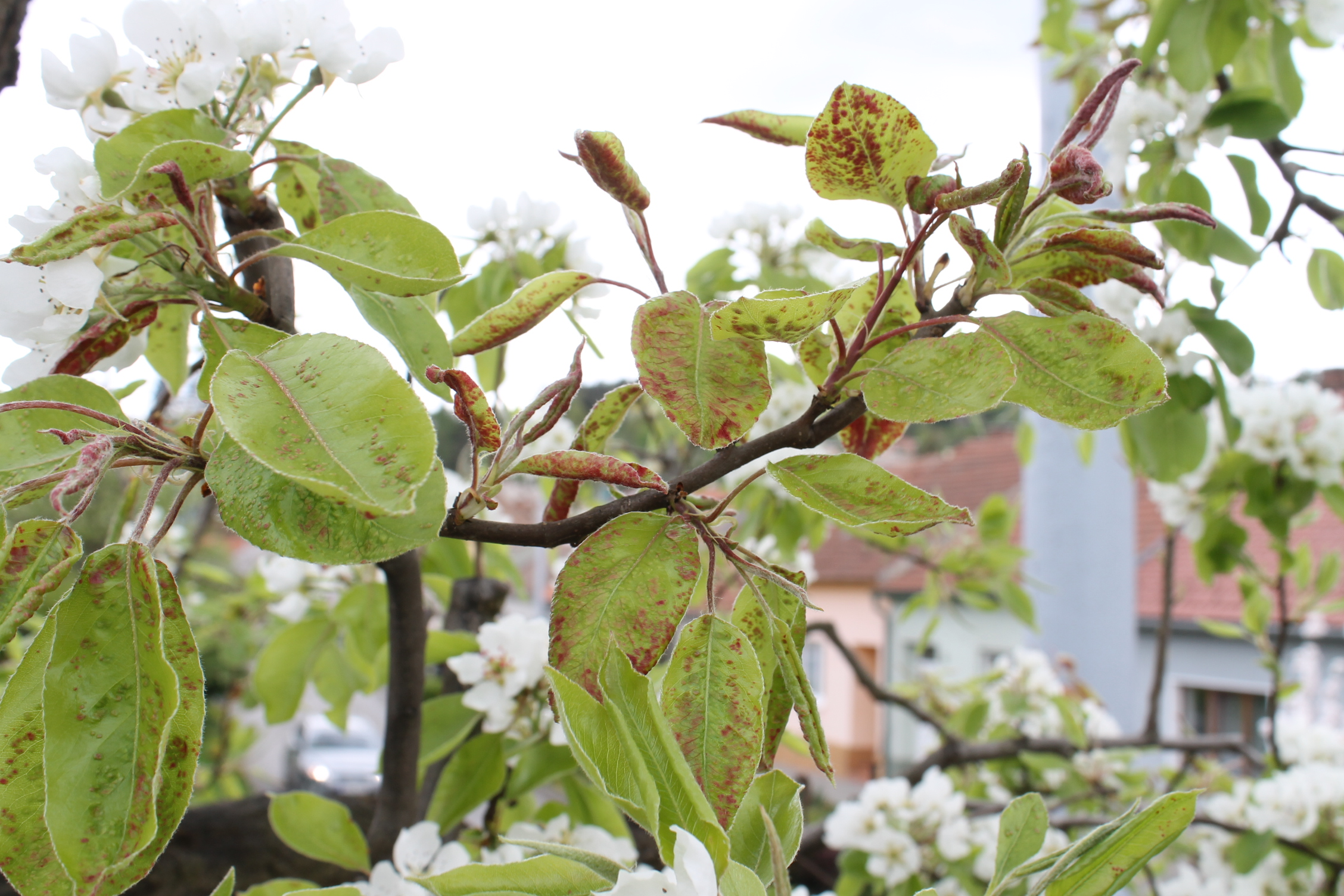
Akarinóza - vlnovník hrušňový na hrušni.

Vlnovník hrušňový (Eriophyes pyri) je roztoč poškozující listy hrušně, způsobuje tzv. bradavičnatost listů hrušně. Vlnovník hrušňový patří do čeledě vlnovníci Eriophyidae, řádu sametkovci Prostigmata. Klade svá vajíčka do listů a způsobuje sáním vyklenutí meristémů na listech. Útoky jsou zřídka závažné a příznaky se liší podle pěstovaných odrůd.  Příznaky napadení Vlnovníkem hrušňovým jsou puchýřky na listech a stoncích. Hálky a skvrnky na rozvinutých listech. Strupy, rezavění a deformace na ovoci. 

## EPPO kód
ERPHPI

## Synonyma patogena

### Vědecké názvy
- Phytoptus pyri

### České názvy
- roztoč hrušňový

## Popis
Vlnovník je velký cca 0,2 mm, má žlutobílou barvu, a dva páry krátkých nohou namířených dopředu.

## Zeměpisné rozšíření
USA, Evropa

### Výskyt v Evropě
Velká Británie, Francie, střední Evropa

### Výskyt v Česku
Na jaře poškozuje hrušně, způsobuje sáním okem viditelné změny na pokožce listu, bradavičnatost listů hrušně.

## Hostitel
rod jeřáb (Sorbus), rod hrušeň (Pyrus)

## Příznaky
Na jaře si můžeme všimnout, že některé listy mají na sobě jakési zduřeniny,Napadené plochy nekrotizují, listy se svinují. V průběhu sezóny posáté plošky černají a listy jsou skvrnité.

### Možnost záměny
Často bývá napadení zaměňováno se rzí hrušňovou.

## Význam
Může zpomalovat vývoj nových výhonů.

## Biologie
Přezimuje přímo na stromech v trhlinách kůry okolo pupenů, nebo v pupenech. Při jarním rašení vniká do vyvíjejících se listů a saje na nich, tím vznikají bradavičnaté výrůstky. Během vegetace má až tři generace.

## Šíření
Vyskytuje se většinou na starších stromech, ale občas se objeví i v ovocných školkách,protože jej lze snadno rozšířit napadenými rouby při očkování nebo roubování. 

## Ochrana rostlin
Při silnějším napadení ošetření těsně před rašením přípravky na bázi polysulfidické síry. Při slabším napadení stačí odřezat větvičky s poškozenými listy. V jarním období lze použít akaricidy (např. Omite 30W).